# Goran Grgić
Goran Grgić (Osijek, 17. studenog 1965.) hrvatski je kazališni, televizijski i filmski glumac.

## Životopis
Diplomirao je glumu na zagrebačkoj Akademiji dramskih umjetnosti 1990. godine i odmah dobio posao u Dramskom kazalištu Gavella. 2002. godine postaje član ansambla HNK Zagreb gdje radi i danas. Ponekad glumi i u ostalim zagrebačkim kazalištima.
Nastupio je u trećoj sezoni HTV-ovog showa "Ples sa zvijezdama" s plesačicom Sarom Stojanović te je eliminiran u drugom krugu natjecanja.

## Filmografija

### Televizijske uloge
- "U dobru i zlu" kao Vjeran Kovač (2024.)
- "Mrkomir Prvi" kao Benedikt (2023.)
- "Bogu iza nogu" kao Čabraja (2022.)
- "Kumovi" kao sudac Ilija Ivezović (2022.)
- "Metopolitanci" kao Mate Pajalić (2022.)
- "Dar mar" kao Vinko Zečić (2021.)
- "Državni službenik" kao Ajatolah (Spencer Ripley) (2019.)
- "General" kao pukovnik Milivoj Petković (2019.)
- "Rat prije rata" kao Milan Aksentijević (2018.)
- "Ko te šiša" kao psihijatar / Pjer (2018.; 2020.)
- "Čuvar dvorca" kao Vlado Škoro (2017.)
- "Novine" kao Mihael Popović (2016. – 2017.)
- "Crno-bijeli svijet" kao novi Startov glavni (2016.)
- "Nemoj nikome reći" kao ravnatelj Bačun (2015. – 2016.)
- "Počivali u miru" kao Drago Bašić (2015.)
- "Dig" kao ruski kapetan (2015.)
- "Kud puklo da puklo" kao pomoćnik ministra (2015.)
- "Pssst...Priča": Tužni Darko boy, Kako su ptice dobile boje, Tratinčica i bumbar, Dabrić zlata vrijedan, Mrva i gospođa Greta – pripovjedač (2015.)
- "Larin izbor" kao Dinkov odvjetnik (2013.)
- "Jugoslavenske tajne službe" kao Alojzije Stepinac (2012.)
- "Provodi i sprovodi" kao Kruno Deronja (2011. – 2012.)
- "Stipe u gostima" kao Lovrinović (2011.)
- "Tito" kao Alojzije Stepinac (2010.)
- "Bitange i princeze" kao Horacio Kanić (2010.)
- "Sve će biti dobro" kao Matko Bebić (2008. – 2009.)
- "Tužni bogataš" kao Dokožić (2008.)
- "Ples sa zvijezdama" kao Goran Grgić (2008.)
- "Dobre namjere" kao Dino Ljubas (2007. – 2008.)
- "Operacija Kajman" kao Šefov šef (2007.)
- "Odmori se, zaslužio si" kao doktor (2006. – 2008.; 2010.)
- "Bibin svijet" kao Toni Friković (2006. – 2007.)
- "Naša mala klinika" kao nadzornik (2006.)
- "Balkan Inc." kao Žac Lisjak (2006.)
- "Luda kuća" kao Zdenko Voloder (2005. – 2010.)
- "Bitange i princeze" kao tehničar (2005.)
- "Zlatni vrč" kao profesor (2004.)
- "Naši i vaši" kao pater Marko (2002.)
- "Policijske priče" kao pripovjedač (2001.)
- "Veliki odmor" (2000.)
- "Smogovci" kao zapovjednik Jovo (1996.)
- "Dirigenti i mužikaši" kao Karlo (1991.)

### Filmske uloge
- "General" kao pukovnik Milivoj Petković (2019.)
- "Ufuraj se i pukni" (2019.)
- "Koja je ovo država" (2018.)
- "F20" (2018.)
- "Anka" kao sudac (2017.)
- "Lavina" kao majstor Tvrtko (2017.)
- "Cvjetni trg" kao ministar (2012.)
- "Duh babe Ilonke" kao grobar (2011.)
- "Fleke" kao Lanin tata (2011.)
- "Lea i Darija" kao Dubravko Dujšin (2011.)
- "U zemlji čudesa" kao gospodin (2009.)
- "Zapamtite Vukovar" (2008.)
- "Ničiji sin" kao inspektor (2008.)
- "Moram spavat', anđele" kao Goranov otac (2007.)
- "Kradljivac uspomena" (2007.)
- "Libertas" kao Luka (2006.)
- "Mrtvi kutovi" kao Vid (2005.)
- "Snivaj, zlato moje" kao redatelj (2005.)
- "Lopovi prve klase" kao dramski prvak (2005.)
- "Duga mračna noć" kao Franz Kirchmeier (2004.)
- "Radio i ja" (2004.)
- "Ispod crte" kao inspektor (2003.)
- "Konjanik" kao Andrija (2003.)
- "Enklava" kao Ibrin otac (2002.)
- "Iza neprijateljskih linija" (Behind Enemy Lines) kao tehničar (2001.)
- "Kraljica noći" kao dr. Janda (2001.)
- "Polagana predaja" (2001.)
- "Ajmo žuti" kao Čabraja (2001.)
- "Sami" kao Luka (2001.)
- "Nebo, sateliti" kao Senna (2000.)
- "Četverored" kao fra Lujo Miličević (1999.)
- "Razgovor sa sjenama: Đuro Sudeta" kao Đuro Sudeta (1999.)
- "Ispovijed koju niste zavrijedili" kao pjesnik (1999.)
- "Garcia" (1999.)
- "Bogorodica" kao šef policije Sabljak (1999.)
- "Transatlantic" kao austrijski časnik (1998.)
- "Tri muškarca Melite Žganjer" kao vođa snimanja (1998.)
- "Rusko meso" kao Hrvoje (1997.)
- "Zagorje, dvorci" (1997.)
- "Olovna pričest" (1995.)
- "Mrtva točka" kao Kino (1995.)
- "Noć za slušanje" kao Tvrtko (1995.)
- "Gospa" (1994.)
- "Cijena života" kao Dušan (1994.)
- "Zlatne godine" kao Mislav Petras (1993.)
- "Hod u tami" (1992.)
- "Zona sudbine" (1992.)
- "Krhotine – Kronika jednog nestajanja" kao doktor Franko (1991.)

### Kazališne uloge
- Michel, mladoženja – Svadba Eliasa Canettija, r. Joško Juvančić, 1990.
- Friedrich Hofreiter – Daleka zemlja Arthura Schnitzlera, r. Joško Juvančić, 2001.
- Don Juan – Don Juan ili Ljubav prema geometriji Maxa Frischa, r. Larry Zappia, 2002.
- Don Jere – Glorija, Ranka Marinkovića, r. Božidar Violić, 2004.
- Henry II. – Becket Jeana Anouilha, r. Horea Popescu i Joško Juvančić, 2005.
- Tusenbach – Tri sestre Antona P. Čehova, r. Ivica Kunčević, 2006.
- Velečasni Chasuble – Važno je zvati se Ernest Oscara Wildea, r. Tomislav Pavković, 2007.
- Tezej/Oberon – San ljetne noći Williama Shakespearea, r. Dora Ruždjak Podolski, 2007.
- Georg – Park Bothe Straussa, r. János Szikora, 2007.
- Brigadni general Ezra Mannon – Elektri pristaje crnina Eugenea O’Neilla, r. Mateja Koležnik, 2008.
- Ken Murray – I konje ubijaju, zar ne? Horacea McCoya/Ivice Boban, r. Ivica Boban, 2008.
- Herkules – Kraljevo Miroslava Krleže, r. Ozren Prohić, 2009.
- Billaud-Varennes – Dantonova smrt Georgea Büchnera, r., scen. i kost. Hansgünther Heyme, 2009.,
- Kralj Klaudije – Hamlet Williama Shakespearea, r. Ivica Kunčević, 2009.
- Pjotr Stjepanovič Vjerhovenski – Bjesovi Fjodora Mihajloviča Dostojevskog, r. Janusz Kica, 15. 1. 2010.
- Boris Možbolt – Čaruga Ivana Kušana, r. Joško Juvančić, 16. 4. 2010.
- Biskup Strossmayer – Zagorka Ivice Boban, red. Ivica Boban, 28. 1. 2011.
- Dr.Theol. et Phil. Alojzije Silberbrandt – Gospoda Glembajevi Miroslava Krleže, r. Vito Taufer, 6. 5. 2011.
- Pierre Bezuhov – Rat i mir Lava Nikolajeviča Tolstoja, red. Tomaž Pandur, 14. 10. 2011.
- Vitez Tobija Rigan – Na Tri kralja ili kako hoćete Williama Shakespearea, red. Aleksandar Popovski, 7. 12. 2012.
- Magistar Budikovac – U znaku vage – Karneval Ranka Marinkovića, red. Helena Petković, 22. 2. 2013.
- Jaša – Višnjik Antona Pavloviča Čehova, red. Vito Taufer, 10. 5. 2013.
- Barun – Na dnu Maksima Gorkoga, red. Paolo Magelli, 3. 10. 2013.

#### Uloge u drugim kazalištima u Hrvatskoj
- Ivo – Povratak Srđana Tucić, r. Želimir Mesarić, GDK Gavella, 1991.
- Stepinac – Stepinac, glas u pustinji Ivana Bakmaza, HNK Varaždin, 1992.
- Algernon – Važno je zvati se Ernest Oscara Wildea, GDK Gavella, 1993.
- Bobby White – cabaret Črni maček, GDK Gavella, 1994.
- Don Jere – Glorija, Ranka Marinkovića, GDK Gavella, 1995.
- Joža Sveti – Breza Slavka Kolara, GDK Gavella, 1996.
- Frano – Ilija Kuljaš Tudiševića-Molièrea, Dubrovački ljetni festival, 1997.
- Oronte – Mizantrop Molièrea, GDK Gavella, 1997.
- Leont – Zimska priča W. Shakespearea, GDK Gavella, 1998.
- Larry – Closer, Patricka Marbera, GDK Gavella, 1998.
- Špigeljski – Mjesec dana na selu Ivana Turgenjeva GDK Gavella, 1998.
- Torvald Helmer – Nora, Henrika Ibsena, GDK Gavella, 1999.
- Ujak Peck – Kako sam naučila voziti, Petre Vogel, Teatar &TD, 2000.
- Hamlet – Hamlet, W. Shakespearea, GD Histrion, 2000.
- Horvat – Kroatenlager Krleže-Viteza, GDK Gavella, 2001.
- Gavin Ryng-Majne – Kuća & Vrt, GDK Gavella, 2002.
- Jupiter – Amfitrion Heinricha von Kleista, Dubrovačke ljetne igre, 2003.
- Don Quijote – Don Quijote Cervantesa, r. Ivica Kunčević, 56. Dubrovačke ljetne igre
- Otac – Moram spavat' anđele, r. Dejan Aćimović, 2007.
- Inspektor – Ničiji sin, r. Arsen Anton Ostojić, 2008.
- Skup – Skup Marina Držića, r. Ivica Kunčević, Dubrovačke ljetne igre, 2008.
- Pierre – Budala za večeru Francisa Vebera, r. Joško Juvančić, HNK Osijek, 2009.
- Grga – Amateri Borivoja Radakovića, r. Petar Veček, KNAP, 2010.

### Sinkronizacija
- "Snježno kraljevstvo 2" kao Matias (2019.)
- "UglyDolls" kao Ox (2019.)
- "Kako izdresirati zmaja 3" kao Grimmel (2019.)
- "Spider-Man: Novi svijet" kao Wilson Fisk/Kingpin (2018.)
- "Mali princ" kao Lisica (2015.)
- "Magično drvo" kao pripovjedač
- "Hotel Transilvanija, 2, 3, 4" kao Frankenstein (2012., 2015., 2018., 2022.)
- "Zebra trkačica" kao Martin (2005.)
- "Lijeni grad" kao Robbie Groznić (1. sezona) i Pixel

## Nagrade i priznanja
- Zlatni smijeh, za ulogu Bobbyja Whitea u kabareu Črni maček, 1994.;
- Nagrada za najbolje glumačko ostvarenje na Marulićevim danima za ulogu Jože Svetog u Brezi S. Kolara, 1996.;
- Nagrada Hrvatskog glumišta za uloge Orontea u Mizantropu Molièrea i Frana u Iliji Kuljašu Tudiševića-Molièrea, 1997.;
- Zlatni smijeh za ulogu Špigeljskog u Mjesec dana na selu Turgenjeva, 1998.;
- Nagrada za najbolju mušku ulogu na srajevskom MES-u za Špigeljskoga u Mjesec dana na selu Turgenjeva, 1998.;
- Nagrada Dubravko Dujšin za uloge Larryja u Closer i Špigeljskoga u Mjesec dana na selu, 1999.;
- Nagrada grada Vukovara na Festivalu glumca, za ulogu Larryja u Closeru P. Marbera, 1999.;
- Danica hrvatska s likom Marka Marulića za doprinos hrvatskoj kulturi, 1999.;
- Najhistrion za ulogu Hamleta u Hamletu Shakespearea, 2000.;
- Nagrada Hrvatskog glumišta za ulogu Hamleta u Hamletu Shakespearea, 2000.;
- Nagrada Vladimir Nazor za ulogu Hamleta u Hamletu Shakespearea, 2001.;
- Nagrada Mila Dimitrijević, za ulogu Don Juana u Don Juanu ili Ljubav prema geometriji, 2003.;
- Nagrada Orlando za ulogu Don Quijotea u predstavi Don Quijote, 2005.;
- Nagrada Mila Dimitrijević za ulogu Henryja II. u predstavi Becket, 2006.;
- Plaketa grada Zagreba, za ulogu Henryja II. u predstavi Becket, 2006.
- Nagrada Hrvatskog glumišta za ulogu Grge u predstavi Amateri Borivoja Radakovića u režiji Petra Večeka i izvedbi Kazališta KNAP, Kulturnog centra Peščenica iz Zagreba, 2011.

## Vanjske poveznice
- Goran Grgić u internetskoj bazi filmova IMDb-u (engl.)
- Stranica na HNK.hr